# Mecardonia
Genre
Mecardonia est un genre de plantes à fleurs herbacées de la famille des Plantaginaceae, comprenant une dizaine d'espèces originaires des Amériques.

## Répartition
Ce genre est naturellement représenté dans toute l'Amérique centrale et du Sud, dans une partie de l'Amérique du Nord, des États-Unis au nord jusqu'en Argentine au sud. Certaines espèces ont été introduites en Afrique et en Asie du Sud.

## Description

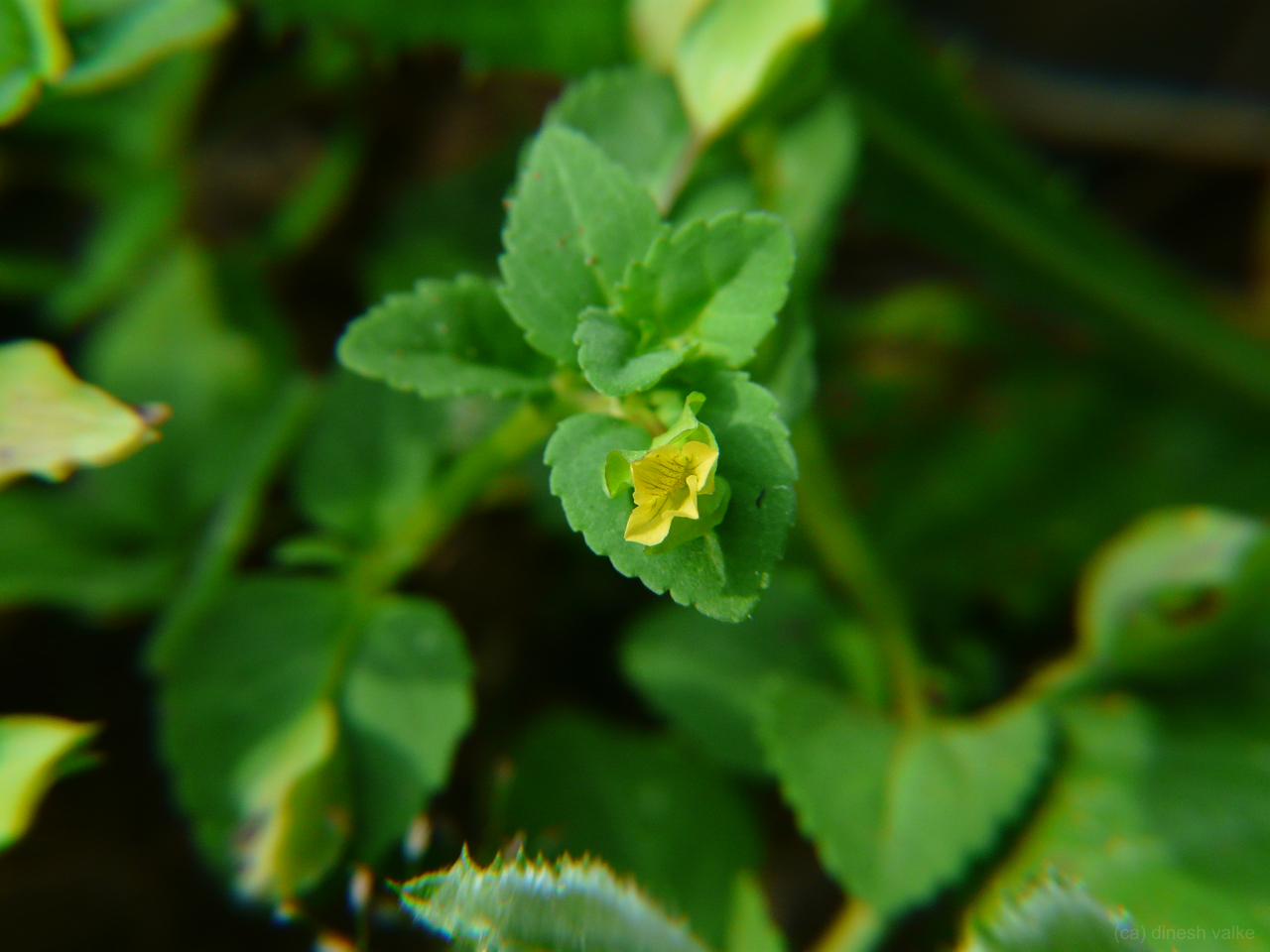
Feuilles et fleur de Mecardonia procumbens.

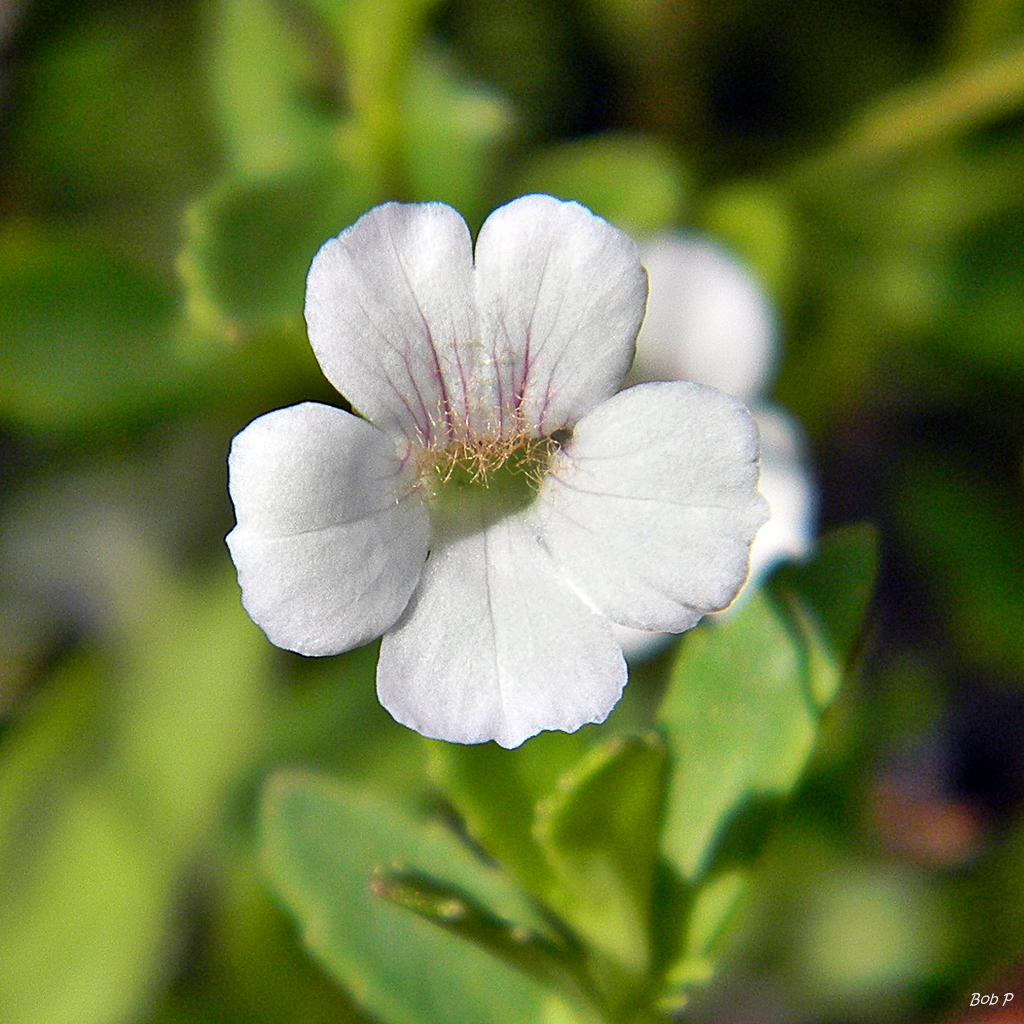
Fleur de Mecardonia acuminata.

Ce sont des herbacées érigées ou rampantes, annuelles ou vivaces, très ramifiées, le plus souvent glabres, noircissant parfois en séchant, à glandes pointillées, à tiges anguleuses. Les feuilles sont opposées, le plus souvent dentelées, rétrécies à la base ; le pétiole est indistinct. L'inflorescence se compose de fleurs axillaires solitaires, les pédicelles étant allongés, sous-tendus par deux bractées basales, souvent feuillues. Les fleurs sont jaunes ou blanches, le calice divisé en cinq lobes, principalement à la base, les lobes souvent égaux en longueur, assez inégaux en largeur ; les sépales externes sont beaucoup plus larges. La corolle jaune ou blanche, campanulée et quelque peu bilabiée, est glabre à l'extérieur, barbue à l'embouchure à l'intérieur ; les quatre étamines, didynamiques, sont insérées sur la gorge de la corolle ; les anthères avec les deux thèques sont maintenues écartées sur des bras courts ; le stigmate est bilobé, lamelliforme ; l'ovaire est biloculaire, contenant de nombreux ovules. Les graines sont nombreuses, oblongues et réticulées.

## Liste des espèces
Selon Plants of the World online (POWO) (23 octobre 2021) :
- Mecardonia acuminata (Walter) Small
- Mecardonia berroi Marchesi
- Mecardonia exilis (Brandegee) Pennell
- Mecardonia grandiflora (Benth.) Pennell
- Mecardonia kamogawae Greppi & J.C.Hagiw.
- Mecardonia procumbens (Mill.) Small
- Mecardonia pubescens Rossow
- Mecardonia reneeae Greppi & M.M.Sosa
- Mecardonia serpylloides (Cham. & Schltdl.) Pennell
- Mecardonia vandellioides (Kunth) Pennell

Selon GBIF (23 octobre 2021) :
- Mecardonia acuminata (Walter) Small
- Mecardonia berroi Marchesi
- Mecardonia exilis (Brandegee) Pennell
- Mecardonia flagellaris (Cham. & Schltdl.) Rossow
- Mecardonia grandiflora (Benth.) Pennell
- Mecardonia kamogawae Greppi & J.C.Hagiw.
- Mecardonia procumbens (Mill.) Small
- Mecardonia pubescens Rossow
- Mecardonia reneeae Greppi & M.M.Sosa
- Mecardonia serpylloides (Cham. & Schltdl.) Pennell

## Systématique
Le nom scientifique de ce taxon est Mecardonia, choisi en 1794 par les botanistes espagnols Hipólito Ruiz López et José Antonio Pavón, avec pour espèce type Mecardonia ovata. Le genre est alors classé dans la famille des Scrophulariaceae.
Mecardonia a pour synonymes, :
- Endopogon Raf.
- Pagesia Raf.